# Vanessa Redgrave
Vanessa Redgrave (London, 1937. január 30. –) Oscar-díjas angol színésznő. Az 1960-as évek második felében vált nemzetközileg ismert művésszé, aki az új évezredben is aktív művészi tevékenységet folytat filmen és színpadon egyaránt. A színjátszás mellett a közéletben is hallatja hangját: nyíltan kiáll az emberi jogokért. Gyermekei szintén a művészi pályát választották: két lánya (Natasha, Joely) színésznő, fia filmrendező. Natasha egy síbaleset következtében, 2009-ben életét vesztette.

## Családi kapcsolatok
Vanessa Redgrave népes színészcsalád legismertebb tagja. Édesapja, Michael Redgrave az 1940–50-es évek ismert színésze volt, édesanyja Rachel Kempson színésznő. Nővére, Lynn Redgrave és bátyja, Corin Redgrave szintén színészek. Tony Richardson filmrendezővel kötött házasságából (1962–1967) született két lánya, Natasha és Joely ugyancsak a színészi pályát választották. Franco Nero színésszel való kapcsolatából született fia, Carlo Gabriel Nero filmrendező. Évtizedekkel viszonyuk után, 2006. december 31-én Vanessa és Nero házasságot kötöttek. A színésznőt egy időben élettársi kapcsolat fűzte Timothy Daltonhoz is.

## Pályafutása

### Színpadi karrier
1954-ben kezdte meg tanulmányait a Central School of Speech and Drama növendékeként. 1958-ban volt az első színpadi fellépése a West Enden, édesapja partnereként. (Ugyanebben az évben Az álarc mögött című filmben is együtt játszottak.) A fiatal színésznő kivételes képességeire hamar felfigyeltek, és a tekintélyes Royal Shakespeare Company fogadta tagjai közé. Éveken át sikerrel szerepelt különféle Shakespeare-darabokban: így például Katát játszotta A makrancos hölgyben, Helenát a Szentivánéji álomban, Rosalindát az Ahogy tetszikben. Kiemelkedő színpadi alakítása volt Nyina megformálása Csehov Sirály című darabjában, de emlékezetesen alakította Ibsen hősnőit is. Filmszínészi karrierje idején színpadi tevékenysége kissé háttérbe szorult, de az új évezredben ismét gyakran lép a világot jelentő deszkákra. 2003-ban például Tony-díjat kapott Eugene O’Neill Hosszú út az éjszakába című drámájában nyújtott kimagasló alakításáért: a darab a New York-i Broadway repertoárján szerepelt.

### Filmkarrier

#### A kezdetek
Néhány tévéfilm után, 1966-ban indult el filmszínésznői karrierje. Ebben az esztendőben három emlékezetes produkcióban ajánlottak szerepet számára. Fred Zinnemann Egy ember az örökkévalóságnak című történelmi drámájában Boleyn Annát játszotta. (Érdekesség, hogy a mű 22 évvel későbbi tévéváltozatában a női főszerepet is megformálhatta.) Karel Reisz Morgan: orvosi eset című drámájában nyújtott alakításáért több rangos filmes díjra jelölték. Figyelemre méltót nyújtott a titokzatos lány szerepében Michelangelo Antonioni Nagyítás című filmdrámájában. Természetesen férje, Tony Richardson is foglalkoztatta A Gibraltár tengerésze (1967) és A könnyűlovasság támadása (1968) című világhírű munkáiban. 1967-ben szerepet vállalt a sikeres Broadway-darab, a Camelot filmváltozatában: partnerével, Franco Neróval egymásba szerettek, és mellesleg később újabb közös filmeket is készítettek, kettőt például Tinto Brass irányítása alatt (La Vacanza, Drop-out). Mozgóképen is eljátszotta Nyinát a Sirály 1968-as filmváltozatában. Óriási sikert aratott a legendás táncosnő, Isadora Duncan megszemélyesítésével az Isadora (1969) című filmben. A rendező ismét Karel Reisz volt.

#### A világsztár
Az 1970-es években folytatódott Vanessa diadalútja a filmvilágban. Andromakhét játszotta a Trójai nők modern filmváltozatában a legendás Katharine Hepburn oldalán, illetve Stuart Máriát formálta meg a Magyarországon is sikerrel vetített Mária, a skótok királynőjében. Utóbbiban I. Erzsébet alakját az angol színjátszás másik nagyasszonya, Glenda Jackson alakította. 1971-ben azonban egyértelműen Ken Russell az Ördögök című történelmi drámájában nyújtotta a legemlékezetesebbet mint a louduni zárda nyomorék főnökasszonya, aki testi fogyatékosságait perverziókkal és a többi apáca fölötti hatalmának érzékeltetésével kompenzálja, és eszköze lesz egy korabeli koncepciós pernek. A Gyilkosság az Orient Expresszen (1974) sztárparádéjában is megállta helyét. A méltán népszerű bűnügyi film Agatha Christie talán legismertebb krimijéből készült. Vanessa öt évvel később az írónőt formálta meg a Hová tűnt Agatha Christie? (1979) című filmben, amely a krimikirálynő életének egy homályos epizódját, titokzatos eltűnésének fiktív történetét dolgozta fel. Fred Zinnemann Júlia (1977) című filmje jelenti az egyik csúcspontot Redgrave pályáján: a Lillian Hellman önéletrajzi regényéből készült drámában a címszereplőt formálta meg. Partnere jó barátnője, Jane Fonda volt. Vanessa az alakításáért megkapta az Oscar-díjat, ám a gálán óriási füttykoncertet váltott ki, amikor „cionista csőcselék”-nek nevezte azokat, akik a palesztinok melletti állásfoglalása miatt ellene tüntettek a díjkiosztó idején, az ünnepség helyszíne előtt.

#### Az 1980-as évek
Az 1980-as években Vanessa a tőle megszokott intenzitással dolgozott. Szerepet vállalt például a részben magyar közreműködéssel készült Wagner című tévésorozatban, amely Richard Wagner életét dolgozta fel. James Ivory A bostoniak (1984) című drámájában egy szüfrazsettet formált meg. A Wetherby (1985) egyik érdekessége, hogy az általa játszott szereplő fiatalkori énjét lánya, Joely Richardson alakította. Fontos szerepet játszott a Joe Orton drámaíró életét feldolgozó Hegyezd a füled! (1987) című drámában, de a felsoroltakon kívül is számos filmben kapott kisebb-nagyobb feladatokat.

#### Az 1990-es évektől napjainkig
A korosodó színésznő az évek múlásával átváltott a karakterszerepekre. Egykoron Joan Crawford és Bette Davis parádés alakítása vitte sikerre a Mi történt Baby Jane-nel? című lélektani horrort: az 1991-es változat pikantériája, hogy az egymást gyűlölő egykori filmsztárok szerepeit valódi testvérek, Vanessa és Lynn Redgrave formálták meg. James Ivory világsikerű E. M. Forster-adaptációja, a Szellem a házban (1992) egyik jelentős szerepét is Vanessa játszotta a hozzá hasonlóan elementáris tehetségű Emma Thompson oldalán. Redgrave-et foglalkoztatta még Franco Zeffirelli (Egy apáca szerelme, 1993) és Bille August (Kísértetház, 1993, A hó hatalma, 1997) is. Ellenállhatatlan volt az Itália csókja (1995) című romantikus történetben, és felbukkant az Oscar Wilde szerelmei (1997) szereposztásában is mint Lady Wilde. Némi meglepetést okozott, hogy szerepet vállalt egy ízig-vérig hollywoodi szuperprodukcióban, a Mission: Impossible-ben (1996), hiszen az effajta felkéréseket sokáig elutasította. Brian De Palma mozgalmas, bár kissé zavaros akciófilmjében egyébként Tom Cruise volt a főszereplő. Vanessa az utóbbi években sok tévés megbízást is elfogadott. 2006-ban rangos kollégák – köztük lánya, Natasha – társaságában forgatott Koltai Lajos Este című filmjében.

## A közéleti szereplő
Vanessa Redgrave az 1960-as évek elejétől élénk politikai és emberi jogi tevékenységet folytat. Felemelte szavát a vietnámi háború ellen, harcolt a nukleáris leszerelésért, Észak-Írország függetlenségéért, a Szovjetunió-beli zsidók szabadságáért, a boszniai és más háborúk áldozatainak megsegítéséért, és számos más humanitárius cél érdekében. A UNICEF jószolgálati nagykövete, és a Művészek A Rasszizmus Ellen (Artists Against Racism) egyik alapító tagja. Sokoldalú közéleti tevékenységének a média által leggyakrabban, és általában torzítva bemutatott szelete a PFSZ támogatása, amely miatt a művésznőt antiszemitizmussal is megvádolták

## Filmográfiája
- 2000: Die Erika und Klaus Mann Story (narrátor)[7]
- 2000: Children’s Story, Chechnia (csak hang)
- 2000: The 3 Kings
- 1996: Téli mese (The Willows in Winter) (tévéfilm)
- 1995: A sötét szárnyak suhogása (Down Came a Blackbird) (tévéfilm)
- 1992: Az ifjú Indiana Jones kalandjai (The Young Indiana Jones Chronicles: a London, May 1916 című epizódban)
- 1984: Faerie Tale Theatre (tévésorozat, a Snow White and the Seven Dwarves című epizódban)
- 1969: Egy nyugodt vidéki helyecske (Un tranquillo posto di campagna)
- 1967: Red and Blue (rövidfilm)
- 1965: Love Story (tévésorozat, a La Musica című epizódban)
- 1964: Armchair Theatre (tévésorozat, a Sally című epizódban)
- 1963: Ahogy tetszik (As You Like It) (tévéfilm)

### Film
| Év   | Cím                                                                                     | Szerep                          | Megjegyzés                                           |
| ---- | --------------------------------------------------------------------------------------- | ------------------------------- | ---------------------------------------------------- |
| 1958 | Az álarc mögött (Behind the Mask)                                                       | Pamela Gray                     |                                                      |
| 1966 | Morgan: Orvosi eset (Morgan: A Suitable Case for Treatment)                             | Leonie Delt                     |                                                      |
| 1966 | Egy ember az örökkévalóságnak (A Man For All Seasons)                                   | Boleyn Anna                     |                                                      |
| 1966 | Nagyítás (Blowup)                                                                       | Jane                            |                                                      |
| 1967 | Camelot                                                                                 | Guinevere                       |                                                      |
| 1967 | A Gibraltár tengerésze (The Sailor from Gibraltar)                                      | Sheila                          |                                                      |
| 1968 | A könnyűlovasság támadása (The Charge of the Light Brigade)                             | Mrs. Clarissa Morris            |                                                      |
| 1968 | A Quiet Place in the Country                                                            | Flavia                          |                                                      |
| 1968 | Isadora                                                                                 | Isadora Duncan                  |                                                      |
| 1968 | A Sirály (The Sea Gull)                                                                 | Nina                            |                                                      |
| 1969 | Ó, az a csodálatos háború! / Váltson jegyet a háborúba! (Oh! What a Lovely War)         | Sylvia Pankhurst                |                                                      |
| 1970 | Dropout                                                                                 | Mary                            |                                                      |
| 1970 | Anya két gyermekével, a harmadikat várva (Mother with Two Children Expecting Her Third) |                                 | svéd címe: En mor med två barn väntandes sitt tredje |
| 1971 | Mária, a skótok királynője (Mary, Queen of Scots)                                       | Stuart Mária                    |                                                      |
| 1971 | Ördögök (The Devils)                                                                    | Jeanne nővér                    |                                                      |
| 1971 | La vacanza                                                                              | Immacolata Meneghelli           |                                                      |
| 1971 | A trójai nők (The Trojan Women)                                                         | Andromakhé                      |                                                      |
| 1974 | Gyilkosság az Orient Expresszen (Murder on the Orient Express)                          | Mary Debenham                   |                                                      |
| 1975 | Out of Season                                                                           | Ann                             |                                                      |
| 1976 | A hétszázalékos megoldás (The Seven-Per-Cent Solution)                                  | Lola Deveraux                   |                                                      |
| 1977 | Júlia                                                                                   | Julia                           |                                                      |
| 1979 | Hová tűnt Agatha Christie? (Agatha)                                                     | Agatha Christie                 |                                                      |
| 1979 | Jenkik (Yanks)                                                                          | Helen                           |                                                      |
| 1979 | Medvesziget-akció (Bear Island)                                                         | Heddi Lindguist                 |                                                      |
| 1980 | Playing for Time                                                                        | Fania Fenelon                   |                                                      |
| 1983 | Sing Sing                                                                               | királynő                        |                                                      |
| 1984 | A bostoniak (The Bostonians)                                                            | Olive kancellár                 |                                                      |
| 1985 | Wetherby                                                                                | Jean Travers                    |                                                      |
| 1985 | Three Sovereigns for Sarah                                                              | Sarah Cloyce                    |                                                      |
| 1985 | Gőzben (Steaming)                                                                       | Nancy                           |                                                      |
| 1986 | Comrades                                                                                | Mrs. Carlyle                    |                                                      |
| 1986 | Nagy Péter (Peter the Great) (tévésorozat)                                              | Sophia                          | minisorozat                                          |
| 1986 | Second Serve                                                                            | Richard Radley / Renee Richards | TV-film                                              |
| 1987 | Hegyezd a füled! (Prick Up Your Ears)                                                   | Peggy Ramsay                    |                                                      |
| 1988 | Consuming Passions                                                                      | Mrs. Garza                      |                                                      |
| 1988 | Egy ember az örökkévalóságnak (A Man For All Seasons)                                   | Lady Alice More                 |                                                      |
| 1990 | Rómeó és Júlia                                                                          | Capuletné                       | csak a hangja?                                       |
| 1990 | Breath of Life                                                                          | Crucifix nővér                  | olasz cime: Diceria dell'untore                      |
| 1990 | Sztálin temetése (Pokhorony Stalina)                                                    | angol újságíró                  |                                                      |
| 1991 | A szomorú kávéház balladája (Ballad of the Sad Café)                                    | Miss Amelia                     |                                                      |
| 1991 | Katalin cárnő ifjúsága (Young Catherine)                                                | Erzsébet orosz cárnő            | TV-film                                              |
| 1992 | Szellem a házban (Howards End)                                                          | Ruth Wilcox                     |                                                      |
| 1993 | A Wall of Silence                                                                       | Kate Benson                     | spanyol címe: Un muro de silencio                    |
| 1993 | Kísértetház (The House of the Spirits)                                                  | Nivea del Valle                 |                                                      |
| 1993 | Egy apáca szerelme (Sparrow)                                                            | Agata nővér                     | olasz címe: Storia di una capinera                   |
| 1993 | Great Moments in Aviation                                                               | Dr. Angela Bead                 |                                                      |
| 1993 | Elveszett lelkek (They)                                                                 | Florence Latimer                |                                                      |
| 1994 | Anyja fia (Mother's Boys)                                                               | Lydia Madigan                   |                                                      |
| 1994 | A bűn fészke (Little Odessa)                                                            | Irina Shapira                   |                                                      |
| 1995 | Itália csókja (A Month by the Lake)                                                     | Miss Bentley                    |                                                      |
| 1996 | Mission: Impossible                                                                     | Max                             |                                                      |
| 1997 | A hó hatalma (Smilla's Sense of Snow)                                                   | Elsa Lubing                     |                                                      |
| 1997 | Oscar Wilde szerelmei (Wilde)                                                           | Lady Speranza Wilde             |                                                      |
| 1997 | Mrs. Dalloway                                                                           | Mrs. Clarissa Dalloway          |                                                      |
| 1997 | Déjà Vu                                                                                 | Skelly                          |                                                      |
| 1997 | Bella Mafia                                                                             | Graziella Luciano               |                                                      |
| 1998 | Deep Impact                                                                             | Robin Lerner                    |                                                      |
| 1998 | Lulu a hídon (Lulu on the Bridge)                                                       | Catherine Moore                 |                                                      |
| 1999 | Broadway 39. utca (Cradle Will Rock)                                                    | Constance LaGrange grófnő       |                                                      |
| 1999 | Uninvited                                                                               | Mrs. Ruttenburn                 |                                                      |
| 1999 | Girl, Interrupted                                                                       | Dr. Sonia Wick                  |                                                      |
| 2000 | Ha a falak beszélni tudnának 2 (These Walls Could Talk 2)                               | Edith Tress                     | "1961" rész                                          |
| 2000 | Mirka                                                                                   | Kalsan                          |                                                      |
| 2000 | A Rumor of Angels                                                                       | Maddy Bennett                   |                                                      |
| 2001 | Az ígéret megszállottja (The Pledge)                                                    | Annalise Hansen                 |                                                      |
| 2001 | Az égig érő paszuly (Jack and the Beanstalk: The Real Story)                            | Wilhelmina grófnő/narrátor      |                                                      |
| 2002 | Bűn és bűnhődés (Crime and Punishment)                                                  | Rodian anyja                    |                                                      |
| 2002 | Searching for Debra Winger                                                              | saját maga                      | dokumentumfilm                                       |
| 2003 | Good Boy!                                                                               | The Greater Dane                | hangszerep                                           |
| 2004 | The Fever                                                                               | asszony                         | ő volt a film producere is                           |
| 2005 | Keeper: The Legend of Omar Khayyam                                                      | örökösnő                        |                                                      |
| 2005 | Short Order                                                                             | Marianne                        |                                                      |
| 2005 | A fehér grófnő (The White Countess)                                                     | Vera Belinskya                  |                                                      |
| 2006 | The Thief Lord                                                                          | Antonia nővér                   |                                                      |
| 2006 | Vénusz                                                                                  | Valerie                         |                                                      |
| 2007 | The Riddle                                                                              | Roberta Elliot                  |                                                      |
| 2007 | How About You                                                                           | Georgia Platts                  |                                                      |
| 2007 | Evening                                                                                 | Ann Lord                        |                                                      |
| 2007 | Vágy és vezeklés (Atonement)                                                            | Id. Briony Tallis               |                                                      |
| 2008 | Restraint                                                                               | Sky News-olvasó                 |                                                      |
| 2008 | Gud, lukt och henne                                                                     |                                 |                                                      |
| 2009 | Eva                                                                                     | Eva                             |                                                      |
| 2010 | Levelek Júliának (Letters to Juliet)                                                    | Claire Smith-Wyman              |                                                      |
| 2010 | The Whistleblower                                                                       | Madeleine Rees                  |                                                      |
| 2010 | Miral                                                                                   | Bertha Spafford                 |                                                      |
| 2010 | Animals United                                                                          | Winnie                          | csak hang (angol változat)                           |
| 2011 | Coriolanus                                                                              | Volumnia                        |                                                      |
| 2011 | Verdák 2.                                                                               | Mama Topolino/Queen             | csak hang                                            |
| 2011 | Anonymus                                                                                | I. Erzsébet angol királynő      |                                                      |
| 2012 | Dal Marionnak (Song for Marion)                                                         | Marion                          |                                                      |
| 2012 | The Last Will and Testament of Rosalind Leigh                                           | Rosalind Leigh                  |                                                      |
| 2013 | The Butler                                                                              | Annabeth Westfall               |                                                      |
| 2014 | Foxcatcher                                                                              | Jean Liseter Austin du Pont     |                                                      |
| 2015 | The Secret Scripture                                                                    | az idős Roseanne McNulty        |                                                      |
| 2017 | A sztárok nem Liverpoolban halnak meg (Film Stars Don't Die in Liverpool)               | Jean                            |                                                      |

### Televízió
| Év        | Cím                                                          | Szerep                      | Megjegyzés                          |
| --------- | ------------------------------------------------------------ | --------------------------- | ----------------------------------- |
| 1966      | A Farewell to Arms                                           | Catherine Barkley           | minisorozat                         |
| 1973      | A Picture of Katherine Mansfield                             | Katherine Mansfield         | TV-film                             |
| 1982      | My Body, My Child                                            | Leenie Cabrezi              | TV-film                             |
| 1983      | Wagner                                                       | Cosima Liszt-Wagner         | minisorozat                         |
| 1984      | Faerie Tale Theatre                                          | gonosz mostoha              | "Hófehérke és a hét törpe" epizód   |
| 1990      | Orfeusz alászáll (Orpheus Descending)                        | Lady Torrance               | TV-film                             |
| 1991      | Mi történt Baby Jane-nel? (What Ever Happened to Baby Jane?) | Blanche Hudson              | TV-film                             |
| 1993      | They                                                         | Florence Latimer            | TV-film, alias Children of the Mist |
| 1995      | Békavári uraság (The Wind in the Willows)                    | narrátor                    | TV-film                             |
| 1996      | Nem adom a fiam! (Two Mothers for Zachary)                   | Nancy Shaffell              | TV-film                             |
| 2002      | Gomolygó viharfelhők (The Gathering Storm)                   | Clementine Churchill        | TV-film                             |
| 2002      | The Locket                                                   | Esther Huish                | TV-film                             |
| 2003      | Byron                                                        | Elizabeth Lamb              | TV-film                             |
| 2004–2009 | Kés/Alatt (Nip/Tuck)                                         | Erica Noughton              | 10 epizód                           |
| 2006      | The Shell Seekers                                            | Penelope Keeling            | TV-film                             |
| 2008      | Ein Job                                                      | Hannah Silbergrau           | TV-film                             |
| 2009      | The Day of the Triffids                                      | Durrant                     | minisorozat                         |
| 2012      | Political Animals                                            | Justice Diane Nash          | minisorozat, 1 epizód               |
| 2012 -    | Call the Midwife                                             | Mature Jenny Worth (hangja) | drámasorozat                        |
| 2013      | The Thirteenth Tale                                          | Vida Winter                 | TV-film                             |
| 2014      | Black Box                                                    | Dr. Helen Hartramph         | 13 epizód                           |
| 2015      | The Go-Between                                               | az idős Marian              | TV film                             |

## Fontosabb díjak és jelölések

### Oscar-díj
- 1967 jelölés Morgan: orvosi eset, legjobb színésznő
- 1969 jelölés Isadora, legjobb színésznő
- 1972 jelölés Mária, a skótok királynője, legjobb színésznő
- 1978 díj Júlia, legjobb női epizodista
- 1985 jelölés A bostoniak, legjobb színésznő
- 1993 jelölés Szellem a házban, legjobb női epizodista

### Golden Globe-díj
- 1967 jelölés Morgan: orvosi eset, legjobb színésznő (musical/vígjáték)
- 1968 jelölés Camelot, legjobb színésznő (musical/vígjáték)
- 1969 jelölés Isadora, legjobb színésznő (dráma)
- 1972 jelölés Mária, a skótok királynője, legjobb színésznő (dráma)
- 1978 díj Júlia, legjobb női epizodista
- 1985 jelölés A bostoniak, legjobb színésznő (dráma)
- 1987 jelölés Second Serve, legjobb színésznő (tévéfilm vagy – sorozat)
- 1988 jelölés Hegyezd a füled!, legjobb női epizodista
- 1989 jelölés Egy ember az örökkévalóságnak, legjobb színésznő (tévéfilm vagy – sorozat)
- 1996 jelölés Itália csókja, legjobb színésznő (musical/vígjáték)
- 1998 jelölés Bella maffia, legjobb színésznő (tévéfilm vagy – sorozat)
- 2001 díj Ha a falak beszélni tudnának 2, legjobb színésznő (tévéfilm vagy – sorozat)
- 2003 jelölés Gomolygó viharfelhők, legjobb színésznő (tévéfilm vagy – sorozat)

### BAFTA-díj
- 1967 jelölés Morgan: orvosi eset, legjobb brit színésznő
- 1988 jelölés Hegyezd a füled!, legjobb női epizodista
- 2003 jelölés Gomolygó viharfelhők, legjobb színésznő
- 2010 BAFTA Akadémiai tagság

### David di Donatello-díj
- 1972 különdíj Mária, a skótok királynője, Special David

### Volpi-kupa
- 1994 díj A bűn fészke, legjobb női epizodista

### Cannes-i filmfesztivál
- 1966 díj Morgan: orvosi eset, legjobb női alakítás díja
- 1969 díj Isadora, legjobb női alakítás díja